# Luis Pratsmasó
Luis Pratsmasó Parera (9. rujna 1916. – nadnevak smrti nepoznat) je bivši španjolski hokejaš na travi. 
Na hokejaškom turniru na Olimpijskim igrama 1948. u Londonu je igrao za Španjolsku. Odigrao je dva susreta kao napadač.

## Vanjske poveznice
- (šp.) Španjolski olimpijski odbor  Arhivirana inačica izvorne stranice od 6. veljače 2012. (Wayback Machine) Profil